# Juan Gómez González
Juanito, właśc. Juan Gómez González (ur. 10 listopada 1954 w Fuengiroli, zm. 2 kwietnia 1992 w Calzada de Oropesa) – hiszpański piłkarz występujący na pozycji napastnika. Jedna z legend Realu Madryt i czołowy gracz tej drużyny w latach 1977–1987.

## Kariera
Futbolowe treningi zaczynał w zespołach juniorskich klubów z rodzinnego miasta: Aspes CF i Los Boliches. W 1969 r. podpisał kontrakt z Atlético Madryt, początkowo występując w ekipie młodzieżowej. Seniorską karierę rozpoczął w 1972 r. w III-ligowych rezerwach Atlético, rozgrywając 3 spotkania w Pucharze Króla. W tym samym roku znalazł się w kadrze pierwszej drużyny tego klubu, lecz nie wystąpił w niej ani razu w żadnych rozgrywkach. W 1973 r. trafił do Burgos CF, by w 1977 r. przenieść się do Realu Madryt. W ekipie „Królewskich” grał u boku m.in. Vicente del Bosque, José Antonio Camacho, Santillany czy Uliego Stielike, odnosząc z nią wiele sukcesów. Pięć razy wywalczył mistrzostwo Hiszpanii, dwukrotnie zdobył Puchar Króla oraz Puchar UEFA. W sezonie 1983/84 wspólnie z Jorge da Silvą został królem strzelców Primera División. Występy w Realu zakończył czteroletnią dyskwalifikacją za brutalny faul na Lotharze Matthaeusie w półfinale Pucharu Europy. W tym zespole rozegrał łącznie 284 spotkania ligowe, strzelając 85 bramek.
W reprezentacji Hiszpanii rozegrał 34 mecze, zdobywając 8 goli. Wystąpił na mistrzostwach Europy 1980 i w mistrzostwach Świata 1982.
Zginął w wypadku samochodowym na drodze krajowej nieopodal Calzady de Oropesa, wracając do Méridy z meczu Realu Madryt z Torino FC w Pucharze UEFA. Od tego czasu, w 7. minucie każdego domowego meczu Realu (jego numer na koszulce w czasach gry w „Królewskich”), z Fondo Sur rozbrzmiewa kibicowska przyśpiewka „Illa, Illa, Illa, Juanito Maravilla!”. W ten sposób „madridistas” oddają cześć Juanitowi. Nadany mu przydomek „Maravilla”, po polsku oznacza „cudowny”.

## Sukcesy

### Klubowe
Burgos CF
- Segunda División: 1975/1976

Real Madryt
- Mistrzostwo Hiszpanii: 1977/1978, 1978/1979, 1979/1980, 1985/1986, 1986/1987
- Puchar Króla: 1979/1980, 1981/1982
- Copa de la Liga: 1985
- Puchar UEFA: 1984/1985, 1985/1986

CD Málaga
- Segunda División: 1987/1988

### Indywidualne
- Król strzelców Primera División: 1983/1984